# Bùi Quang Hải
Bùi Quang Hải là Thiếu tướng Công an nhân dân Việt Nam. Ông hiện giữ chức vụ Phó Chánh Văn phòng Bộ Công an (Việt Nam).

## Tiểu sử
Cha của Bùi Quang Hải là anh trai cha của thượng tướng Bùi Quang Bền, nguyên Thứ trưởng Bộ Công an.
Bùi Quang Hải có học vị Tiến sĩ.
Bùi Quang Hải là đảng viên Đảng Cộng sản Việt Nam.
Từ tháng 9 năm 2012 đến tháng 9 năm 2016, Bùi Quang Hải là Đại tá, Phó Giám đốc Công an tỉnh Kiên Giang.
Năm 2016, ông là Tỉnh ủy viên Tỉnh ủy Kiên Giang, Phó Bí thư Đảng ủy Công an tỉnh Kiên Giang.
Tháng 6 năm 2017, Bùi Quang Hải là Đại tá, Cục trưởng Cục An ninh Tây Nam Bộ.
Từ tháng 9 năm 2017 đến tháng 7 năm 2018, Bùi Quang Hải là Thiếu tướng, Cục trưởng Cục An ninh Tây Nam Bộ.
Từ tháng 2 đến tháng 10 năm 2019, Bùi Quang Hải là Thiếu tướng, Phó Chánh Văn phòng Bộ Công an (Việt Nam).